# Emilio Barbaroux

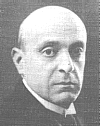
Emilio Barbaroux

Emilio Barbaroux (* 1876 in Trinidad; † 26. Januar 1931 in Montevideo) war ein uruguayischer Politiker und Jurist.

## Leben
Er begann seine politische Karriere als stellvertretender Abgeordneter für das Departamento Río Negro und hielt vom 2. März 1905 bis zum 17. Dezember 1907 ein Mandat in der Cámara de Representantes.
Später hatte Barbaroux, der der Partido Colorado angehörte, von 1916 bis 1922 die Position des Rektors der Universidad de la República inne.
Vom 17. Juni 1913 bis zum 13. Februar 1914 war er überdies Außenminister von Uruguay.